# ニコール・キッドマン
ニコール・メアリー・キッドマン（英語: Nicole Mary Kidman, AC, 1967年6月20日 - ）は、アメリカ合衆国ハワイ州出身のオーストラリアの女優、映画プロデューサーである。
2002年の『めぐりあう時間たち』でオーストラリア人女優として初めてアカデミー主演女優賞を受賞している。これまでに5度アカデミー賞にノミネート歴があり、ゴールデングローブ賞には19度ノミネートされ、うち6度受賞している。テレビドラマでは、エミー賞に3度ノミネート経験があり、うち2度受賞している。女優としての功績と人道支援活動が評価され、2006年にオーストラリア国民の最高の栄誉である、勲章「Companion of the Order of Australia（AC）」を受勲。1994年よりユニセフの親善大使、2006年から2010年までは国際連合婦人開発基金の親善大使も務めていた。

## 生い立ち
アメリカ系オーストラリア人の両親のもとにハワイ州ホノルルで生まれたため、アメリカ合衆国とオーストラリアの二重国籍である。4歳でオーストラリアのシドニーに戻った。3歳下の妹にアントニアがおり、アントニアはオーストラリアでテレビ番組のプレゼンターをしている。
4歳からバレエを習い始め、Australian Theatre for Young Peopleで発声や演劇史を学ぶようになる。

## キャリア
15歳からテレビやミュージック・ビデオなどに出演。1983年、『BMXアドベンチャー』で映画初出演を果たす。1988年に出演した『デッド・カーム/戦慄の航海』を偶然目にしたトム・クルーズに招かれてハリウッド入りし、『デイズ・オブ・サンダー』で共演、1990年に結婚した。
ハリウッド進出当時は、当時の夫であり、ハリウッドに導いたトム・クルーズの妻としての側面が強く、いわゆる型どおりの美人女優として平凡なキャリアに甘んじた。しかし2001年にクルーズとの離婚を機に、積極的な活動と充実したキャリアを開花させ、以降、アメリカを代表する演技派女優として変身を遂げた。キッドマン自身離婚後、「いままでは結婚生活というものが、私にとって一番優先することだった。でも、いまの私には、仕事と子供たちしか残されていない。独身になったから、女優として成長できる時期だ、というふうには思わないけれど、確かに、演じたいという情熱は結婚していたときよりも強くなった。」と語っている。トム・クルーズとの結婚については、「ものすごく力のある男性と結婚したことが、わたしをセクハラから守ってくれた。」と振り返っている。
1995年公開の『誘う女』でゴールデングローブ賞 主演女優賞（ミュージカル・コメディ部門）をはじめ数々の賞を受賞。

### 2000年代

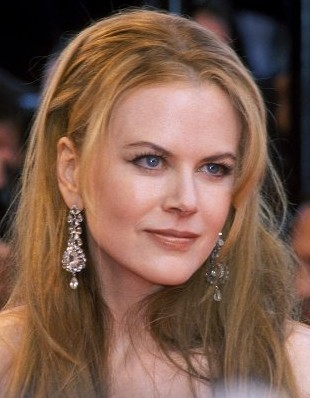
カンヌ国際映画祭にて（2001年）

2001年公開の『ムーラン・ルージュ』では、巧みな歌とダンスを披露し、批評家や観客から絶賛された。同映画でゴールデングローブ賞 主演女優賞（ミュージカル・コメディ部門）を受賞し、アカデミー主演女優賞にもノミネートされた。2003年公開の『めぐりあう時間たち』では、特殊メークによる付け鼻で完全に自らの容姿を隠し、ヴァージニア・ウルフを演じきった。キッドマンは、同映画で共演したメリル・ストリープやジュリアン・ムーアなど、なみいる名女優の中でも特に熱狂的な賛辞を獲得し、アカデミー主演女優賞（オーストラリア人女優として初の受賞）やゴールデングローブ賞 主演女優賞（ドラマ部門）、ベルリン国際映画祭 銀熊賞などを受賞した。
同年には歌手としてロビー・ウィリアムズの「サムシン・ステューピッド」でデュエット相手役を務める。
アカデミー賞受賞後も、ラース・フォン・トリアー監督の異色作『ドッグヴィル』、アンソニー・ミンゲラ監督の純愛ドラマ『コールド マウンテン』の他、『オーストラリア』や『NINE』など話題作に立て続けに出演した。
2004年には日本をはじめ世界各国で放映されたシャネルの香水「No.5」のテレビコマーシャル（監督：バズ・ラーマン）に出演し、120秒（一部の国では240秒）という異例の長さのCMに注目が集まった。また、出演料も破格であった。現在はオメガの顔として広告に出演している。
映画1作品の出演料が高額なことで知られており、2006年には「最も出演料の高い女優1位」となる。
2007年1月、アメリカの経済誌『フォーブス』がエンターテイメント界で活躍する女性で資産の多い女性トップ20を発表し、ニコールは総資産72億円で18位にランクインした。
2008年の『フォーブス』誌では高額なギャラ相応の興行収入が稼げないことから、「コストパフォーマンスの悪い俳優1位」になってしまった。

### 2010年代
2010年、製作・主演を務めた『ラビット・ホール』で、アカデミー主演女優賞をはじめとする数々の賞に受賞・ノミネートされた。また、プロデューサーとしての手腕も高く評価された。
2012年のテレビ映画『私が愛したヘミングウェイ』では、文豪ヘミングウェイの3番目の妻マーサ・ゲルホーンを演じた。この演技が絶賛され、プライムタイム・エミー賞をはじめ数々の賞に受賞・ノミネートされた。
2015年、ロンドンのウエストエンドで舞台『Photograph 51』に主演し、「Evening Standard」紙の演劇賞で最優秀女優賞を受賞するなどの高い評価を得た。また、この作品で英舞台界で最も権威あるローレンス・オリヴィエ賞に17年ぶりにノミネートされた。
2016年公開の映画『LION/ライオン 〜25年目のただいま〜』で、ハリウッド映画賞助演女優賞やオーストラリア映画協会賞助演女優賞（国際部門）など数々の賞を受賞した。また自身4度目のアカデミー賞ノミネート（初の助演部門）、11度目のゴールデングローブ賞ノミネート、9度目の全米映画俳優組合賞ノミネートを果たした。この映画では主人公を引き取って育てる養母を演じた。キッドマンは「その子がどこから来たにしろ、愛に囲まれた環境で育ててあげるのが、何よりも大事。スー（養母）はそれをしてあげたの。私も養子を取った母。共感できる部分がたくさんあったわ。映画の中でも語られるけれど、スーは血のつながった子を産むことができたのに、養子を取る方を選んだの。そう聞くと驚く人も多いでしょうけれど、それが彼女の望んだことなのよ。」と語った。2児の養子の母という、まさに自身を投影したような演技が「キャリア最高の演技」と絶賛された。『LION』は約1,200万ドルという予算で製作されたが、全世界で1億ドルを超える興行収入を記録する大ヒットとなった。
2017年の第70回カンヌ国際映画祭では出演4作品（コンペティション部門2作品、アウト・オブ・コンペティション部門2作品）が同時に出品された。同じ年に4作品という多数の出演作品が出品されるのは異例なことであり、批評家は「キッドマンの年」、「カンヌの女王」と評した。いずれの作品もプレミア上映後に高い評価を獲得し、コンペティション部門出品の2作品はそれぞれ監督賞と脚本賞を受賞した。キッドマン自身も大きな賛辞を受け、審査員から同映画祭での活躍と功績を称えられ、第70回記念名誉賞が授与された。
2017年、第69回プライムタイム・エミー賞で、自身が製作総指揮・主演を務めた『ビッグ・リトル・ライズ 〜セレブママたちの憂うつ〜』が最多5部門（クリエイティブアート・エミー賞も含めると8部門）受賞に輝き、自身も初のエミー賞（リミテッドシリーズ作品賞、主演女優賞の2部門）受賞を果たした。
2017年は自身50歳の誕生日を迎えたが、アカデミー賞ノミネート、カンヌ国際映画祭受賞、エミー賞受賞と活躍が目立った。そして、『ビッグ・リトル・ライズ 〜セレブママたちの憂うつ〜』や『LION/ライオン 〜25年目のただいま〜』などの演技が称えられ、「GLAMOUR」誌主催の「グラマー・ウーマン・オブ・ザ・イヤー・アワード」で最優秀映画女優賞に選ばれた。授賞式では同席した女優たちに対して、年齢によってキャリアや情熱が制限されるべきではないと強調したうえで、「この賞を誕生日プレゼントとして受け取ることにします。私はあと2週間で50歳の誕生日を迎えますが、この年が人生のなかで最も素晴らしい年のひとつになるとは思っていませんでした。だから全ての女性たちに伝えたいことは、40歳になったから終わりというわけではないということです。また、50歳を超えても終わりではありません。」と語った。
2018年、『ビッグ・リトル・ライズ 〜セレブママたちの憂うつ〜』が第75回ゴールデングローブ賞（テレビシリーズ）で最多6部門にノミネートされ、最多4部門受賞を果たした。自身もミニシリーズ・テレビ映画部門作品賞と主演女優賞を受賞した（自身15年ぶり、通算5度目のゴールデングローブ賞受賞）。その後、クリティクス・チョイス・アワード主演女優賞、全米映画俳優組合賞女優賞も制したため、エミー賞と合わせて同部門主演賞4冠を達成した（史上4人目）。
同年、近年の顕著な活躍から世界で最も影響力のある100人に選出された。
同年公開の『アクアマン』ではアクアマンの母・アトランナを演じた。キッドマンがヒーロー映画に出演するのは『バットマン フォーエヴァー』以来、実に23年ぶりのことであった。『アクアマン』は、DC映画史上No.1の興行成績を記録した。キッドマンは「この映画へのオファーを受けたとき、私はかなりシリアスな映画に立て続けに出演していたのよ。だからこういう世界に参加するのが新鮮に思えたの。監督のジェームズは、『最初からあなたをイメージしていました』と言って、私に絵コンテを見せてくれたの。そこまで言われたら、断るわけにはいかないでしょう？ それにジェームズは才能ある監督だし、情熱家で博識。人柄もすばらしいのよ。それに私の出身地のオーストラリアで撮影すると聞いて飛びついてしまったの」と監督のジェームズ・ワンから熱烈なオファーがあったことを明かしたうえで、アトランナのキャラクターについて「アトランナは女王であると同時に母親なの。だから、息子を守るには息子から離れるしかなかったのよ。そこには犠牲という大きなテーマがある。人は犠牲によって何かを失い、家族にどんな影響を与えるのか。ジェームズは私に『アトランナはこの物語のハートなんです』と言ったわ。とても素敵な表現よね」と出演の理由を語った。
『ストレイ・ドッグ』、『ある少年の告白』および前述の『アクアマン』という同じ年に公開された三作品でタイプの全く異なる母親を演じ批評家の絶賛を得た。これらの演技により同年の数々の映画賞に受賞・ノミネートされた。とりわけ『ある少年の告白』では、同性愛の“矯正”を強要された主人公の母親として出演、本作で彼女が演じた母親ナンシーを原作者のガラルド・コンリーは「僕の母親そのもの！」と絶賛した。キッドマンは本作への出演について「これは信じられないほど親密な家族の話であり、そんななか母親として素晴らしく素敵な彼女をぜひ演じたかった」と語り、「本作に出演することで、何か大きな変化を起こす手助けをしたかった」とコメントした。
『ストレイ・ドッグ』では普段の美貌ぶりを激変させた体当たりの演技で世間を驚かせたが、キッドマンは「素晴らしいことよ。だってその反応こそ、私たちが求めていたものだから。作品で演じる際は、別人になることを第一で考えているからね」と語っている。

## 人物

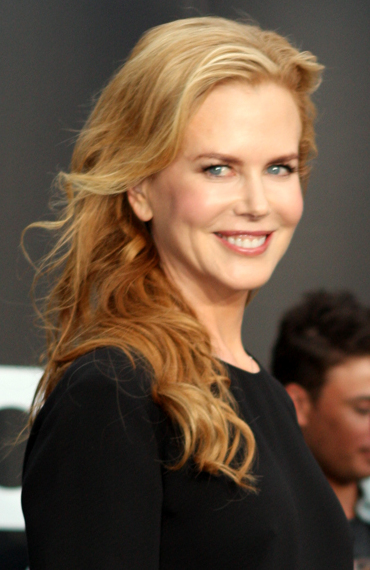
2012年

IQは132。短編小説を書くのが好きで、いずれはそれらを出版したいと願っている。またオーガニック野菜にこだわって家庭菜園もスタートし、野菜を育てるのが趣味で「菜園で獲れるコーンが大好きなの。」と語っている。
自身について、「女優なんていう仕事をしていると、自己顕示欲が強いと思われがちだけど、実は結構シャイなの。」と語っている。『ライラの冒険 黄金の羅針盤』の撮影でも、ドレスを着て男性たちの前を歩くシーンでは、「深呼吸して。自信を持つのよ。」と自分に言い聞かせて演技を行った。
自身が若い頃、「オーストラリアに住んでいてはチャンスをつかめない。小さな業界だから、確固たるキャリアを築くことはできないだろう。」、「女優になるには背が高すぎる。」などと言われたことから、「『あなたにはできない』と言われても、その言葉を聞きいれてはダメ。いろいろなところから断られたり、批判されたりしても、耐えていけるような強さが必要です。また、有名になるとついて回る弊害もあるけれど、自分の中に“核”をしっかり保つことが重要。もし情熱を保ち続けることができないのなら、やめたほうがいい。保ち続けられるのであれば、とことん突き進むべきだと思います。」と述べている。
映画の撮影では、スタントマンや替え玉を使うことを徹底的に拒否し、映画のアクションシーンや歌うシーンなどは全てキッドマン本人が行っている。しかしスタントマンを使わないことが仇となり、映画『ムーラン・ルージュ』の撮影中に怪我を負い、主演予定だった『パニック・ルーム』を降板した（ただし脇役の声を担当している）。『パニック・ルーム』はジョディ・フォスターがキッドマンに代わって主演を務めた。
監督については、「とても惹き付けられる監督というのは、一言でいうならビジョナリー、自分が何を言いたいのか、どういう映画にしたいのかということを明確に頭の中に描いている人。そういう監督は非常に自分の世界観をしっかりと持っているけれど、同時にとても協力的で、人の意見を聞く耳を持っているの。キューブリックもそうだったしカンピオンもそう。自分のビジョンはあるけれど、ちゃんと人の意見も聞く。そこが本当に素晴らしいと思うわ。私はそういう監督と一緒に仕事がしたいと思っているの。」と語っている。
自らのキャリアについて、常に普通ではない作品を探し求めていると話し、「違うことをしようとする人や、ユニークな映画製作スタイルの人を手助けしたい。」と述べた。「多少の反抗心を常に持っている。順応したくないし、そうしない方法を見つけたい。それが私だから。」とも語った。
後述の通り（#女性監督の支援）、ハリウッドでは少数派の女性監督の支援を明言している。
ヒュー・ジャックマンやケイト・ブランシェット、ラッセル・クロウ、コリン・ファース、ナオミ・ワッツ、『ビッグ・リトル・ライズ 〜セレブママたちの憂うつ〜』での共演者のリース・ウィザースプーン、ローラ・ダーンらと仲が良い。特にアメリカ版『ザ・リング』などで有名なワッツとは、オーストラリア時代のルームメイトで現在に至るまで深い交友関係にある。キッドマンはワッツがハリウッドで仕事がなく、他の業界で働くことを考えていた時も、「一本でも良い映画に当たれば必ずヒットするから、辞めないで。」と励まし続けた。実際『21グラム』では、キッドマンが台本読みでワッツのコーチを務めた。『ピアノ・レッスン』で知られるジェーン・カンピオンともオーストラリア時代からの友人で、彼女の監督作にも出演している（『ある貴婦人の肖像』、『トップ・オブ・ザ・レイク』など）。
1990年にトム・クルーズと結婚したが、2001年に離婚。二人は養子を二人取っているが、離婚後はお互いのもとで交互に暮らしている。息子は「僕はママ（ニコール）のことが大好きだ。」、「僕とママにはしっかりした絆がある。」と告白している。娘は27歳の時、貴重な自撮り写真をインスタグラムにアップし、話題となった。
トム・クルーズとの離婚後はレニー・クラヴィッツやスティーヴ・ビーイングなどと交際した時期もあった。
2006年6月25日、カントリー歌手のキース・アーバンとシドニーで結婚式を挙げる。2008年7月7日、第一子となる女児（サンデー・ローズ・キッドマン・アーバン）を出産。この時奇しくも映画『オーストラリア』の撮影中に、第一子を妊娠していることがわかった。ひどいつわりに苦しみながらも、1日14〜15時間にわたる過酷な撮影を最後までやり通した。
2007年1月、ロサンゼルス市内において『インベージョン』の撮影中に乗っていた車が事故を起こし、スタッフら8名とともに病院に搬送された。彼女に大きなけがはなく、検査などを受けた後、病院を出た。スタント・ドライバーが運転を誤ったことが事故原因と見られる。
2010年12月28日、アーバンにとっての第二子であり、キッドマンにとっての三番目の娘であるフェイス・マーガレット・キッドマン・アーバンを代理母出産（「surrogate」、ただしキッドマンは「gestational carrier」と表現している）によりナッシュビルのセンテニアル・ウーメンズ・ホスピタルで授かった。この子供はキッドマンとアーバンの生物学的実の娘である。
2013年、自身が審査員を務めた第66回カンヌ国際映画祭で審査員賞を受賞した日本映画『そして父になる』を鑑賞中、涙したといわれている。その3か月後、監督を務めた是枝裕和と再会した際、「私には、実子と養子と代理母で産んだ子がいて、その子たちを同時に育てているので、本当に心に刺さる内容だったの。その子供たち全員と一緒にいることが、今何よりハッピーなことだから。」と本作を改めて評価した。
2025年まで、テネシー州ナッシュビルに居住していたが、ポルトガル移民局に居住許可を申請していると報じられている。
整形の多いハリウッドで唇などの整形疑惑が特に囁かれている女優であり、メスに関しては否定しているがボトックス使用については認めている。

## 慈善活動

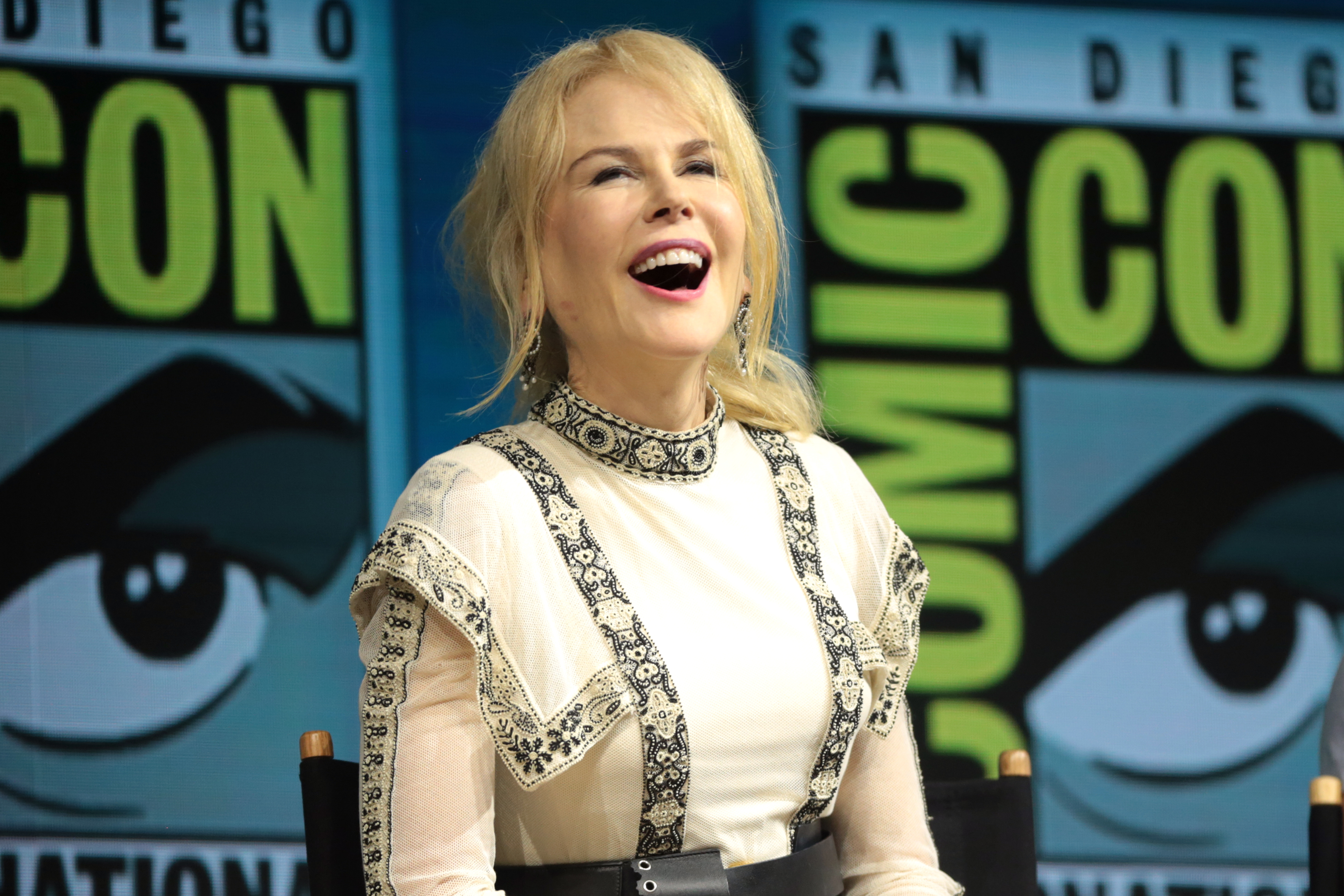
2018年

慈善活動について、キッドマンは、人々に与えることが自分の義務であると考えている。「さまざまな問題を解決して、人々の命を救おうと努めることが、自分の映画のキャリアを積むことよりもはるかに重要だと感じています。これまで私は、たくさんのものを与えられてきました。ですから、そのお返しをすることが、自分の義務だと思っています。」と語り、世界中のさまざまな良い運動を促進することに意欲的である。これまでに赤十字、キッズ・ウィッシュ・ネットワーク、平和の映画など20以上の非営利団体や慈善団体を支援し、また、1994年よりユニセフの親善大使、2006年から2010年までは国際連合婦人開発基金の親善大使を務めた。
子供や女性の権利を守るための熱心な活動家としても知られていて、国連からは「Citizen of the World」に任命されていて、女性に対する暴力の撲滅を目指すインターネットキャンペーンにも参加している。また、母親が1984年に乳癌を患っていることから、“Little Tee Campaign”として、Tシャツやベストをデザインし、乳癌ケアのための募金活動を行っているほか、『コールド マウンテン』が撮影されたルーマニアでは、地元の孤児院に寄付をしている。
2011年の東日本大震災の復興支援では、ファッション誌『VOGUE JAPAN』『GQ JAPAN』の呼びかけにより企画された、チャリティーTシャツのデザインを行った。
2015年、ロンドンのウエストエンドで舞台『Photograph 51』に主演した際には、公演の千秋楽後にキッドマンはギャラ全額を、病気や怪我に苦しんだり老齢を迎えた舞台関係者を支援する「Actor’s Benevolent Fund」と、舞台で演じた物理学者のロザリンド・フランクリンが勤務していた、ロンドン大学のキングズ・カレッジに寄付した。キッドマンの父は生化学者で、DNAなどの化学構造を解明したフランクリンの功績にも詳しかった。キングズ・カレッジへの寄付は亡き父とフランクリンへの思いを込めて行った。
2017年、第69回プライムタイム・エミー賞の受賞スピーチで「演技を通して大きなメッセージを発信することができるということもわかってほしい。それには家族やみなさんも大きく貢献しているの。今回のドラマ（『ビッグ・リトル・ライズ』）は、家庭内暴力（DV）にスポットライトを当てている。それはとても複雑で陰湿な病で、私たちが想像するよりも遥かに多くの場所で起きているの。またそれは自分にとっての恥だったり、秘密にしたいことだったりもする。でも私がこの賞を獲得したことで、この問題にさらなる焦点が当たると思う。だからありがとう。頭を下げて感謝を捧げます。」と述べ、家庭内暴力について取り上げるとともに、役を通じてそういった社会問題について伝えられることに感謝を述べた。このドラマの影響もあり、家庭内暴力の被害者をサポートする活動にも積極的である。「私のフェミニストのルーツは国連ウィメンとそこでのユニセフ親善大使としての仕事に私を導きました。この仕事のおかげで、私は世界中の女性が直面している障壁を本当に理解するに至りました。暴力をくぐり抜けてきた女性に私の声を届けたいと思います。被害者から聞いた話は私の核を揺さぶり、永遠に私を変えたのです。これまでになく、お互いにサポートし合い、祝福し合う必要性を感じています。私は34億人もの世界的なサポートネットワーク（34億人は世界の女性人口）の一員であると信じたいのです。私たち1人1人が大なり小なり挑戦に直面し、未だに不公平な世界を生きる女性だという事実と対面します。あなたにも覚えがあるはずです。そんなときには、私を高めてくれて、自分を信じるよう勇気づけてくれる他の女性のことを考えるのです。」と述べている。

## 女性監督の支援

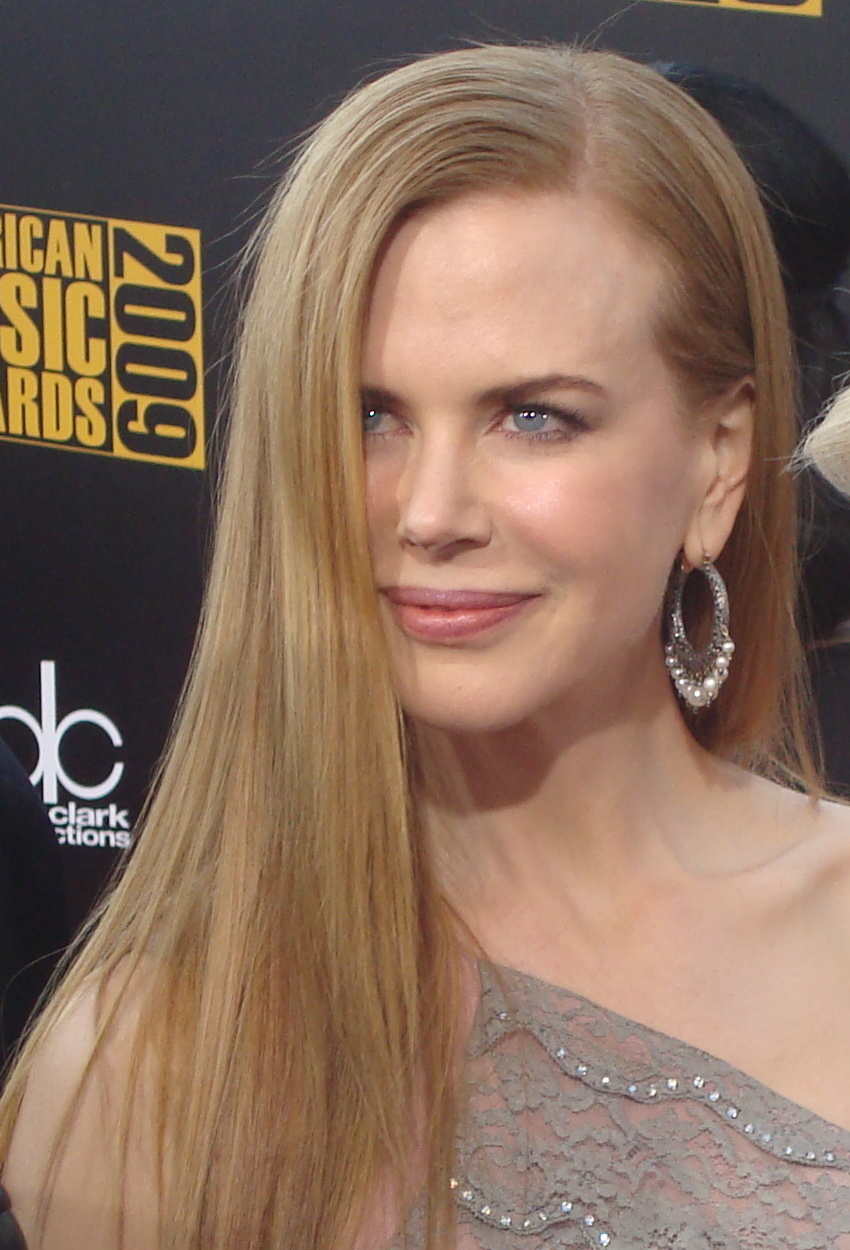
2009年

2017年、第70回カンヌ国際映画祭で上映された出演作4つのうち、実に2つが女性監督の作品である。キッドマンはこうした女性監督たちの試みを重視し、「これからは少なくとも18ヶ月に一度は女性監督の作品に出演する。」とインタビューで宣言した。また記者会見では、アメリカ監督組合の統計データを示して「女性監督と定期的に映画を作ることは、必要なことよ。なぜなら、女性監督の作品を選んで出演することが、統計を変える唯一の方法だから。少なくとも18ヶ月に一度というのは、機会を均等にするために妥当なの。2016年に公開された映画のうち、女性が監督したのはたった4.2%よ。TVシリーズでは4000話のうち、女性監督はたったの183話だけ。この統計がすべて物語っているでしょう。だから、私はこのことを言い続けていきたい。私たちは、女性として、女性監督をサポートしなければならないわ。時間とともに、この状態が改善していくことを期待してる。みんな、前よりよくなっているって言うけど、まだ全然そんなことないのよ。」と訴え、「いつか私の出演作品すべてが女性監督の作品になればいい、まだまだ道のりは長いと思うけど。」と夢を語った。
また、自らも映画・ドラマの製作に携わっており、「女性による女性のドラマ」を掲げた『ビッグ・リトル・ライズ 〜セレブママたちの憂うつ〜』は、第69回プライムタイム・エミー賞で8部門、第75回ゴールデングローブ賞では4部門受賞を果たした。

## 評価
若い頃からトニー・スコット、ロバート・ベントン、ロン・ハワード、ガス・ヴァン・サント、ジェーン・カンピオン、スタンリー・キューブリック、アンソニー・ミンゲラ、シドニー・ポラック、ヴェルナー・ヘルツォークなど、名だたる監督作品に出演し、演技派女優として高い評価を得ている。また、ラース・フォン・トリアー、ヨルゴス・ランティモス、パク・チャヌクなど、一般的に「鬼才」と評される監督作への出演も多い。
ヴェルナー・ヘルツォークは自身が監督した映画『アラビアの女王 愛と宿命の日々』で主演を務めたキッドマンについて、「ほとんどすべてのシーンをニコールが牽引している。彼女ほど、献身的な女優は見たことがない。」と絶賛した。
『エル ELLE』を監督したポール・バーホーベンは、当初ミシェル役にキッドマンを想定しており、「彼女なら、ミシェルという難役を演じられるという確信を抱いていた。」と語った。
『The Beguiled/ビガイルド 欲望のめざめ』の監督ソフィア・コッポラは、「ニコールが役にひねりのあるユーモアを持ち込んでくれるのはわかっていた。簡単にメロドラマになってしまいがちなのに、素晴らしくリアルなものにしてくれた。それがわたしには重要だった。」と感謝した。
『LION/ライオン 〜25年目のただいま〜』で共演したデーヴ・パテールは、キッドマンについて「気品があるし、堂々としている。偉大な女優だから、彼女相手にどう演じるかみんな緊張していた。でも彼女は気さくで、すぐ仲間になれたんだ。」と語った。
23年ぶりのヒーロー映画出演となった『アクアマン』の監督ジェームズ・ワンは、「僕はしばらくの間、ずっとニコールと仕事をしたかったんだ。実は彼女と僕は一緒にあるプロジェクトをするはずだったんだ。残念ながらそのプロジェクトは実現しなかった。でも僕たちはお互いのファンで、何か一緒にできる企画を見つけたかったんだ。アトランナの役は、実は脚本段階からニコールを当てていたんだよ。だから彼女が『イエス！』と言ってくれた時は、本当にハッピーで嬉しかったよ！」とキッドマンへの思いを熱く語り、脚本段階から彼女に決めていたことを明かした。さらに撮影当時50歳という年齢で、ヒーロー作品では初めて激しいアクションに挑んだことについても「彼女のキャリアにおいて必ずしもアクションをやってきていないと思う。こんなに多くのアクションこなしたのは初めてだよね。彼女は本当に素晴らしいよ」と絶賛している。

## 主な出演作品

### 映画
| 年   | 題名                                                                                            | 役名                         | 備考 | 吹き替え                                                            |
| ---- | ----------------------------------------------------------------------------------------------- | ---------------------------- | --- | ------------------------------------------------------------------- |
| 1983 | BMXアドベンチャー BMX Bandits                                                                   | ジュディ                     | |                                                                     |
| 1985 | アーチャーズ・アドベンチャー Archer                                                             | Catherine                    | 日本では劇場未公開 |                                                                     |
| 1985 | 陽のあたる街角 Vietnam                                                                          | Megan Goddard                | テレビ映画 オーストラリア映画協会賞 主演女優賞（ミニシリーズ部門）受賞 ロジー賞 好きな女優（ミニシリーズ部門）受賞 |                                                                     |
| 1986 | ニコール・キッドマン in シャドウ・オブ・ブロンド Watch the Shadows Dance                        | エイミー・ガブリエル         | 日本では劇場未公開 |                                                                     |
| 1986 | ウインド・ライダー Wind Rider                                                                   | Jade                         | 日本では劇場未公開 |                                                                     |
| 1987 | 誘惑の香り An Australian in Rome                                                                | ジル                         | 日本では劇場未公開 |                                                                     |
| 1988 | 最も危険な悪女 Emerald City                                                                     | ヘレン / マイクの彼女        | 日本では劇場未公開 オーストラリア映画協会賞 助演女優賞ノミネート |                                                                     |
| 1989 | デッド・カーム/戦慄の航海 Dead Calm                                                             | レイ                         | 日本では劇場未公開 サターン賞 主演女優賞ノミネート | 土井美加                                                            |
| 1990 | ニコール・キッドマンの恋愛天国 Flirting                                                         | ニコラ                       | 日本では劇場未公開 |                                                                     |
| 1990 | デイズ・オブ・サンダー Days of Thunder                                                          | Dr.クレア                    | | 土井美加（ソフト版） 戸田恵子（TBS版）                              |
| 1991 | ビリー・バスゲイト Billy Bathgate                                                               | ドリュー                     | ゴールデングローブ賞 助演女優賞ノミネート | 勝生真沙子                                                          |
| 1992 | 遥かなる大地へ Far and Away                                                                     | シャノン                     | MTVムービー・アワード 最優秀コンビ賞ノミネート | 土井美加                                                            |
| 1993 | マイ・ライフ My Life                                                                            | ゲイル                       | | 戸田恵子（ソフト版） 日野由利加（日本テレビ版） 遠藤綾（Netflix版） |
| 1993 | 冷たい月を抱く女 Malice                                                                         | トレイシー                   | 田中敦子（VHS、テレビ東京版） |                                                                     |
| 1995 | バットマン フォーエヴァー Batman Forever                                                        | チェイス・メリディアン博士   | ブロックバスター エンターテイメント賞 好きな女優（アクション/アドベンチャー部門）受賞 MTVムービー・アワード 最優秀悪役賞ノミネート キッズ・チョイス・アワード 好きな女優ノミネート | 田中敦子（ソフト版） 深見梨加（テレビ朝日版）                       |
| 1995 | 誘う女 To Die For                                                                               | スーザン                     | ゴールデングローブ賞 主演女優賞（ミュージカル・コメディ部門）受賞 クリティクス・チョイス・アワード 主演女優賞受賞 エンパイア賞 主演女優賞受賞 ボストン映画批評家協会賞 主演女優賞受賞 ロンドン映画批評家協会賞 主演女優賞受賞 サウスイースタン映画批評家協会賞 主演女優賞受賞 シアトル国際映画祭 女優賞受賞 英国アカデミー賞 主演女優賞ノミネート MTVムービー・アワード 最優秀悪役賞ノミネート サターン賞 主演女優賞ノミネート ニューヨーク映画批評家協会賞 主演女優賞ノミネート アメリカン・コメディ・アワード 主演女優賞ノミネート クロトゥルーディス賞 主演女優賞ノミネート | 勝生真沙子                                                          |
| 1996 | ある貴婦人の肖像 The Portrait of a Lady                                                         | イザベル                     | ニューヨーク映画批評家協会賞 主演女優賞ノミネート | 田中敦子                                                            |
| 1996 | 妻の恋人、夫の愛人 The Leading Man                                                              | アカデミー賞のプレゼンター   | | 田中敦子                                                            |
| 1997 | ピースメーカー The Peacemaker                                                                   | ジュリア・ケリー博士         | ブロックバスター エンターテイメント賞 好きな女優（アクション/アドベンチャー部門）ノミネート | 佐々木優子（ソフト版） 田中敦子（TBS版）                            |
| 1998 | プラクティカル・マジック Practical Magic                                                        | ジリアン                     | | 小山茉美                                                            |
| 1999 | アイズ ワイド シャット Eyes Wide Shut                                                           | アリス                       | ブロックバスター エンターテイメント賞 好きな女優（ドラマ/ロマンス部門）受賞 サテライト賞 主演女優賞（ドラマ部門）ノミネート エンパイア賞 主演女優賞ノミネート コミュニティサークル賞 主演女優賞ノミネート オンライン映画＆テレビジョン協会賞 主演女優賞ノミネート | 佐々木優子                                                          |
| 2001 | ムーラン・ルージュ Moulin Rouge!                                                                | サティーン                   | ゴールデングローブ賞 主演女優賞（ミュージカル・コメディ部門）受賞 MTVムービー・アワード 主演女優賞受賞 MTVムービー・アワード 音楽シーン賞（デュエットシーン）受賞 サテライト賞 主演女優賞（ミュージカル・コメディ部門）受賞 エンパイア賞 主演女優賞受賞 ロンドン映画批評家協会賞 主演女優賞受賞 カンザスシティ映画批評家協会賞 主演女優賞受賞 ハリウッド映画祭 女優賞受賞 コミュニティサークル賞 主演女優賞受賞 オンライン映画＆テレビジョン協会賞 音楽賞受賞 AFIアメリカ映画100年シリーズ アメリカ映画主題歌ベスト100第85位（『"Come What May"』 アカデミー主演女優賞ノミネート カンヌ国際映画祭 女優賞ノミネート 全米映画俳優組合賞 アンサンブル演技賞ノミネート クリティクス・チョイス・アワード 主演女優賞ノミネート MTVムービー・アワード キス賞ノミネート MTVムービー・アワード 音楽シーン賞ノミネート ダラス・フォートワース映画批評家協会賞 主演女優賞ノミネート ラスベガス映画批評家協会賞 主演女優賞ノミネート オーストラリア映画協会賞 主演女優賞ノミネート オーストラリア映画批評家サークル賞 主演女優賞ノミネート コミュニティサークル賞 キャスト賞ノミネート ゴールドダービー賞 女優賞ノミネート IF賞 主演女優賞ノミネート オンライン映画＆テレビジョン協会賞 主演女優賞ノミネート オンライン映画＆テレビジョン協会賞 キャスト賞ノミネート オンライン映画＆テレビジョン協会賞 主題歌賞ノミネート                                                                                             | 鈴木ほのか                                                          |
| 2001 | アザーズ The Others                                                                             | グレース                     | サターン賞 主演女優賞受賞 ロンドン映画批評家協会賞 主演女優賞受賞 カンザスシティ映画批評家協会賞 主演女優賞受賞 ハリウッド映画祭 女優賞受賞 ファンゴリア チェーンソー・アワード 主演女優賞受賞 フライトメーター賞 主演女優賞受賞 ヴェネツィア国際映画祭 女優賞ノミネート ゴールデングローブ賞 主演女優賞（ドラマ部門）ノミネート 英国アカデミー賞 主演女優賞ノミネート サテライト賞 主演女優賞（ドラマ部門）ノミネート エンパイア賞 主演女優賞ノミネート ゴヤ賞 主演女優賞ノミネート オンライン映画批評家協会賞 主演女優賞ノミネート フェニックス映画批評家協会賞 主演女優賞ノミネート コミュニティサークル賞 主演女優賞ノミネート 映画脚本家協会賞 主演女優賞ノミネート オンライン映画＆テレビジョン協会賞 主演女優賞ノミネート ロシア映画批評家協会賞 外国女優賞ノミネート | 戸田恵子                                                            |
| 2002 | パニック・ルーム Panic Room                                                                     | スティーブンの恋人           | 声のみの出演（クレジット表記なし） | 小野未喜（ソフト版） 引田有美（テレビ朝日版）                       |
| 2002 | バースデイ・ガール Birthday Girl                                                                | ナディア                     | ハリウッド映画祭 女優賞受賞 | 八十川真由野                                                        |
| 2002 | めぐりあう時間たち The Hours                                                                    | ヴァージニア・ウルフ         | アカデミー主演女優賞受賞 ベルリン国際映画祭 銀熊賞受賞 英国アカデミー賞 主演女優賞受賞 ゴールデングローブ賞 主演女優賞（ドラマ部門）受賞 ラスベガス映画批評家協会賞 主演女優賞受賞 ロンドン映画批評家協会賞 主演女優賞受賞 コミュニティサークル賞 キャスト賞受賞 ゴールドダービー賞 キャスト賞受賞 イタリア・オンライン映画賞 主演女優賞受賞 イタリア・オンライン映画賞 キャスト賞受賞 全米映画俳優組合賞 主演女優賞ノミネート 全米映画俳優組合賞 アンサンブル演技賞ノミネート サテライト賞 主演女優賞（ドラマ部門）ノミネート クリティクス・チョイス・アワード 主演女優賞ノミネート クリティクス・チョイス・アワード アンサンブル演技賞ノミネート バンクーバー映画批評家協会賞 主演女優賞ノミネート シカゴ映画批評家協会賞 主演女優賞ノミネート ダラス・フォートワース映画批評家協会賞 主演女優賞ノミネート フェニックス映画批評家協会賞 主演女優賞ノミネート サウスイースタン映画批評家協会賞 主演女優賞ノミネート フェニックス映画批評家協会賞 キャスト賞ノミネート オンライン国際映画賞 キャスト賞ノミネート オンライン映画＆テレビジョン協会賞 主演女優賞ノミネート コミュニティサークル賞 主演女優賞ノミネート オンライン映画＆テレビジョン協会賞 キャスト賞ノミネート サン・ジョルディ賞 外国女優賞ノミネート | 平淑恵                                                              |
| 2003 | ドッグヴィル Dogville                                                                           | グレース・マリガン           | SESC映画祭 外国女優賞受賞 ロシア映画批評家協会賞 外国女優賞受賞 カンヌ国際映画祭 女優賞ノミネート ボディル賞 主演女優賞ノミネート イタリア・オンライン映画賞 主演女優賞ノミネート | 湯屋敦子                                                            |
| 2003 | コールド マウンテン Cold Mountain                                                               | エイダ・モンロー             | ジュピター賞 国際女優賞受賞 ゴールデングローブ賞 主演女優賞（ドラマ部門）ノミネート エンパイア賞 主演女優賞ノミネート クリティクス・チョイス・アワード 主演女優賞ノミネート ダラス・フォートワース映画批評家協会賞 主演女優賞ノミネート ラスベガス映画批評家協会賞 主演女優賞ノミネート ロンドン映画批評家協会賞 主演女優賞ノミネート コミュニティサークル賞 キャスト賞ノミネート ゴールドダービー賞 キャスト賞ノミネート | 鈴木ほのか（ソフト版） 岡寛恵（テレビ東京版） 深見梨加（Netflix版） |
| 2003 | 白いカラス The Human Stain                                                                      | フォーニア                   | | 田中敦子                                                            |
| 2004 | ハリウッドセレブ恋愛裏事情 Studio Portraits: Love Hollywood Style                               |                              | テレビ映画 |                                                                     |
| 2004 | ステップフォード・ワイフ The Stepford Wives                                                     | ジョアンナ                   | | 佐々木優子                                                          |
| 2004 | 記憶の棘 Birth                                                                                  | アナ                         | ヴェネツィア国際映画祭 女優賞ノミネート ゴールデングローブ賞 主演女優賞（ドラマ部門）ノミネート サターン賞 主演女優賞ノミネート 国際シネフィル協会賞 主演女優賞ノミネート ロンドン映画批評家協会賞 主演女優賞ノミネート | 日野由利加                                                          |
| 2005 | ザ・インタープリター The Interpreter                                                            | シルヴィア                   | | 渡辺美佐                                                            |
| 2005 | 奥さまは魔女 Bewitched                                                                          | イザベル / サマンサ          | 岡本麻弥 |                                                                     |
| 2006 | クィーン The Queen                                                                              |                              | ニュース映像のVTR出演 | （吹き替え版なし）                                                  |
| 2006 | ハッピー フィート Happy Feet                                                                    | ノーマ・ジーン               | 声の出演 アカデミー長編アニメ映画賞受賞 女性映画批評家協会賞 アニメーション女性賞受賞 | 冬馬由美                                                            |
| 2006 | 毛皮のエロス/ダイアン・アーバス 幻想のポートレイト Fur                                          | ダイアン・アーバス           | | 田中敦子                                                            |
| 2007 | インベージョン The Invasion                                                                     | キャロル                     | | 冬馬由美                                                            |
| 2007 | ライラの冒険 黄金の羅針盤 The Golden Compass                                                    | コールター夫人               | オーストラリア映画批評家協会賞 主演女優賞ノミネート 英国映画賞 女優賞ノミネート SyFyポータルジャンル賞 主演女優賞ノミネート | 山口智子（ソフト版） 田中敦子（テレビ朝日版）                       |
| 2007 | マーゴット・ウェディング Margot at the Wedding                                                  | マーゴット                   | 日本では劇場未公開 サテライト賞 主演女優賞（ミュージカル・コメディ部門）ノミネート ゴッサム・インディペンデント映画賞 アンサンブル演技賞ノミネート オンライン国際映画賞 主演女優賞ノミネート ビレッジボイス映画賞 主演女優賞ノミネート | 田中敦子（Netflix版）                                               |
| 2008 | オーストラリア Australia                                                                        | アッシュリー夫人             | ティーン・チョイス・アワード ドラマ女優賞ノミネート | 岡寛恵                                                              |
| 2009 | NINE Nine                                                                                       | クラウディア                 | サテライト賞 アンサンブル演技賞受賞 全米映画俳優組合賞 アンサンブル演技賞ノミネート クリティクス・チョイス・アワード アンサンブル演技賞ノミネート ワシントンD.C.映画批評家協会賞 キャスト賞ノミネート | 甲斐田裕子                                                          |
| 2010 | ラビット・ホール Rabbit Hole                                                                    | ベッカ・コルベット           | 兼製作 作品賞 ハートランド映画祭 作品賞受賞 トロント国際映画祭 出品 ミルバレー映画祭 出品 デンヴァー国際映画祭 出品 ローマ国際映画祭 出品 演技賞 シンユーフォリア賞 主演女優賞受賞 アカデミー主演女優賞ノミネート ゴールデングローブ賞 主演女優賞（ドラマ部門）ノミネート 全米映画俳優組合賞 主演女優賞ノミネート クリティクス・チョイス・アワード 主演女優賞ノミネート インディペンデント・スピリット賞 主演女優賞ノミネート サテライト賞 主演女優賞（ドラマ部門）ノミネート ワシントンD.C.映画批評家協会賞 主演女優賞ノミネート セントルイス映画批評家協会賞 主演女優賞ノミネート オンライン映画批評家協会賞 主演女優賞ノミネート デトロイト映画批評家協会賞 主演女優賞ノミネート ダラス・フォートワース映画批評家協会賞 主演女優賞ノミネート ヒューストン映画批評家協会賞 主演女優賞ノミネート ラスベガス映画批評家協会賞 主演女優賞ノミネート ユタ映画批評家協会賞 主演女優賞ノミネート サンディエゴ映画批評家協会賞 主演女優賞ノミネート セントラルオハイオ映画批評家協会賞 主演女優賞ノミネート 女性映画ジャーナリスト同盟映画賞 主演女優賞ノミネート シンユーフォリア賞 最優秀コンビ賞ノミネート コミュニティサークル賞 主演女優賞ノミネート オンライン国際映画賞 主演女優賞ノミネート イタリア・オンライン映画賞 主演女優賞ノミネート ゴールドダービー賞 主演女優賞ノミネート | 田中敦子                                                            |
| 2011 | ウソツキは結婚のはじまり Just Go with It                                                        | デヴリン・アダムズ           | | 渡辺美佐                                                            |
| 2011 | ブレイクアウト Trespass                                                                         | サラ・ミラー                 | 田中敦子 |                                                                     |
| 2012 | 私が愛したヘミングウェイ Hemingway&Gellhorn                                                     | マーサ・ゲルホーン           | テレビ映画 シンユーフォリア賞 主演女優賞受賞 女性イメージネットワーク賞 主演女優賞（テレビ映画部門）受賞 プライムタイム・エミー賞 主演女優賞（ミニシリーズ/テレビ映画部門）ノミネート ゴールデングローブ賞 主演女優賞（ミニシリーズ/テレビ映画部門）ノミネート 全米映画俳優組合賞 女優賞（ミニシリーズ/テレビ映画部門）ノミネート サテライト賞 主演女優賞（ミニシリーズ/テレビ映画部門）ノミネート コミュニティサークル賞 主演女優賞（ミニシリーズ/テレビ映画部門）ノミネート ゴールドダービー賞 主演女優賞（ミニシリーズ/テレビ映画部門）ノミネート オンライン映画＆テレビジョン協会賞 主演女優賞（ミニシリーズ/テレビ映画部門）ノミネート | 山像かおり                                                          |
| 2012 | ペーパーボーイ 真夏の引力 The Paperboy                                                          | シャーロット・ブレス         | 華鼎賞 国際女優賞受賞 カンヌ国際映画祭 女優賞ノミネート ゴールデングローブ賞 助演女優賞ノミネート 全米映画俳優組合賞 助演女優賞ノミネート サターン賞 助演女優賞ノミネート 国際シネフィル協会賞 助演女優賞ノミネート 女性映画ジャーナリスト同盟賞 女優賞ノミネート オーストラリア映画批評家協会賞 主演女優賞ノミネート シネマブロガーアワード 助演女優賞ノミネート ポルトガル・オンライン映画批評家協会賞 助演女優賞ノミネート オンライン国際映画賞 助演女優賞ノミネート | 田中敦子                                                            |
| 2013 | イノセント・ガーデン Stoker                                                                     | イヴリン・ストーカー         | シンユーフォリア賞 主演女優賞受賞 オンライン国際映画賞 助演女優賞受賞 サターン賞 助演女優賞ノミネート フライトメーター賞 助演女優賞ノミネート | 田中敦子                                                            |
| 2013 | レイルウェイ 運命の旅路 The Railway Man                                                         | パティ・ローマクス           | オーストラリア映画批評家協会賞 主演女優賞受賞 オーストラリア映画批評家サークル賞 主演女優賞ノミネート | （吹き替え版なし）                                                  |
| 2013 | 俺たちニュースキャスター 史上最低!?の視聴率バトルinニューヨーク Anchorman: The Legend Continues |                              | カメオ出演 | （吹き替え版なし）                                                  |
| 2014 | グレース・オブ・モナコ 公妃の切り札 Grace of Monaco                                             | グレース・ケリー             | 全米映画俳優組合賞 女優賞（ミニシリーズ/テレビ映画部門）ノミネート | 田中敦子                                                            |
| 2014 | リピーテッド Before I Go to Sleep                                                               | クリスティーン               | | 田中敦子                                                            |
| 2014 | パディントン Paddington                                                                         | ミリセント                   | 木村佳乃 |                                                                     |
| 2015 | 虹蛇と眠る女 Strangerland                                                                       | キャサリン・パーカー         | オーストラリア映画批評家協会賞 主演女優賞ノミネート オーストラリア映画批評家サークル賞 主演女優賞ノミネート シンユーフォリア賞 主演女優賞ノミネート | 浅井晴美                                                            |
| 2015 | アラビアの女王 愛と宿命の日々 Queen of the Desert                                               | ガートルード・ベル           | 2017年日本公開 ベルリン国際映画祭 銀熊賞ノミネート | （吹き替え版なし）                                                  |
| 2015 | ファング一家の奇想天外な秘密 The Family Fang                                                    | アニー・ファング             | 日本では劇場未公開 兼製作 トロント国際映画祭 出品 | （吹き替え版なし）                                                  |
| 2015 | シークレット・アイズ Secret in Their Eyes                                                       | クレア                       | ゴールデンカメラ賞 国際女優賞受賞 | 田中敦子                                                            |
| 2016 | ベストセラー 編集者パーキンズに捧ぐ Genius                                                      | アリーン                     | ゴールデンカメラ賞 国際女優賞受賞 ベルリン国際映画祭 銀熊賞ノミネート | （吹き替え版なし）                                                  |
| 2016 | LION/ライオン 〜25年目のただいま〜 Lion                                                         | スー・ブライアリー           | ハリウッド映画賞 助演女優賞受賞 オーストラリア映画協会賞 助演女優賞受賞 オーストラリア映画協会賞 助演女優賞（国際部門）受賞 カプリ・ハリウッド国際映画祭 助演女優賞受賞 パームスプリングス国際映画祭 国際女優賞受賞 ゴールデンカメラ賞 国際女優賞受賞 シンユーフォリア賞 助演女優賞受賞 トロント国際映画祭 観客賞次点 シカゴ国際映画祭 観客賞受賞 デンヴァー国際映画祭 観客賞受賞 ミルバレー映画祭 観客賞受賞 オースティン映画祭 観客賞受賞 ミドルバーグ映画祭 観客賞受賞 バージニア映画祭 観客賞受賞 アカデミー助演女優賞ノミネート 英国アカデミー賞 助演女優賞ノミネート ゴールデングローブ賞 助演女優賞ノミネート 全米映画俳優組合賞 助演女優賞ノミネート クリティクス・チョイス・アワード 助演女優賞ノミネート サテライト賞 助演女優賞ノミネート 大人のための映画賞 助演女優賞ノミネート サンディエゴ映画批評家協会賞 助演女優賞ノミネート ノースカロライナ映画批評家協会賞 助演女優賞ノミネート デンヴァー映画批評家協会賞 助演女優賞ノミネート ジョージア映画批評家協会賞 助演女優賞ノミネート ハワイ映画批評家協会賞 助演女優賞ノミネート オンライン映画＆テレビジョン協会賞 助演女優賞ノミネート 国際シネフィル協会賞 助演女優賞ノミネート オンライン国際映画賞 助演女優賞ノミネート オーストラリア映画テレビ芸術アカデミー賞 助演女優賞ノミネート オーストラリア映画批評家サークル賞 助演女優賞ノミネート                                                                                         | 田中敦子                                                            |
| 2017 | パーティで女の子に話しかけるには How to Talk to Girls at Parties                                | ボディシーア                 | カンヌ国際映画祭アウト・オブ・コンペティション部門 出品 | 魏涼子                                                              |
| 2017 | 聖なる鹿殺し キリング・オブ・ア・セイクリッド・ディア The Killing of a Sacred Deer              | アナ・マーフィー             | カンヌ国際映画祭コンペティション部門 出品 カンヌ国際映画祭 第70回記念名誉賞受賞 ゴッサム・インディペンデント映画賞 ゴッサムトリビュート受賞 ノーステキサス映画批評家協会賞 助演女優賞ノミネート オーストラリア映画協会賞 助演女優賞（国際部門）ノミネート コロンバス映画批評家協会賞 アクター・オブ・ザ・イヤー賞ノミネート セントラルオハイオ映画批評家協会賞 女優賞ノミネート オンライン国際映画賞 助演女優賞ノミネート アイルランド映画・テレビ賞 国際女優賞ノミネート | 田中敦子                                                            |
| 2017 | The Beguiled/ビガイルド 欲望のめざめ The Beguiled                                               | マーサ・ファーンズワース     | カンヌ国際映画祭コンペティション部門 出品 カンヌ国際映画祭 第70回記念名誉賞受賞 ゴッサム・インディペンデント映画賞 ゴッサムトリビュート受賞 オンライン国際映画賞 主演女優賞ノミネート ノーステキサス映画批評家協会賞 助演女優賞ノミネート コロンバス映画批評家協会賞 アクター・オブ・ザ・イヤー賞ノミネート セントラルオハイオ映画批評家協会賞 女優賞ノミネート | 田中敦子                                                            |
| 2018 | ストレイ・ドッグ Destroyer                                                                      | エリン・ベル                 | ネバダ映画批評家協会賞 主演女優賞受賞 ハリウッド映画賞 功労賞受賞 女性映画批評家協会賞 勇気ある演技賞受賞 ノワール映画祭 特別賞受賞 ゴールデングローブ賞 主演女優賞（ドラマ部門）ノミネート サテライト賞 主演女優賞（ドラマ部門）ノミネート ロサンゼルス・オンライン映画批評家協会賞 主演女優賞ノミネート ダラス・フォートワース映画批評家協会賞 主演女優賞ノミネート ナッシュヴィル映画批評家協会賞 主演女優賞ノミネート オンライン女性映画批評家協会賞 主演女優賞ノミネート オーストラリア映画協会賞 主演女優賞（国際部門）ノミネート 女性映画批評家協会賞 スクリーンママ賞ノミネート 大人のための映画賞 主演女優賞ノミネート | （吹き替え版なし）                                                  |
| 2018 | ある少年の告白 Boy Erased                                                                       | ナンシー                     | ハリウッド映画賞 功労賞受賞 オーストラリア映画協会賞 助演女優賞受賞 オーストラリア映画協会賞 助演女優賞（国際部門）受賞 オーストラリア映画批評家協会賞 助演女優賞受賞 サンディエゴ映画批評家協会賞 助演女優賞受賞 サンディエゴ国際映画祭 観客賞受賞 クリティクス・チョイス・アワード 助演女優賞ノミネート サテライト賞 助演女優賞ノミネート ワシントンD.C.映画批評家協会賞 助演女優賞ノミネート コロンバス映画批評家協会賞 助演女優賞ノミネート ウエスタン・ニューヨーク映画批評家協会賞 助演女優賞ノミネート ノーステキサス映画批評家協会賞 助演女優賞ノミネート ノースカロライナ映画批評家協会賞 助演女優賞ノミネート 大人のための映画賞 助演女優賞ノミネート | 田中敦子                                                            |
| 2018 | アクアマン Aquaman                                                                              | アトランナ                   | 『バットマン フォーエヴァー』以来23年ぶりDC映画出演 | 沢城みゆき                                                          |
| 2019 | ザ・ゴールドフィンチ The Goldfinch                                                              | サマンサ・バーバー           | 日本では劇場未公開 | 田中敦子                                                            |
| 2019 | スキャンダル Bombshell                                                                          | グレッチェン・カールソン     | 全米映画俳優組合賞 助演女優賞ノミネート 全米映画俳優組合賞 アンサンブル演技賞ノミネート クリティクス・チョイス・アワード アンサンブル演技賞ノミネート オーストラリア映画協会賞 助演女優賞ノミネート オーストラリア映画協会賞 助演女優賞（国際部門）ノミネート サテライト賞 助演女優賞ノミネート 大人のための映画賞 助演女優賞ノミネート | 田中敦子                                                            |
| 2020 | ザ・プロム The Prom                                                                             | アンジー・ディッキンソン     | | 田中敦子                                                            |
| 2021 | 愛すべき夫妻の秘密 Being The Richardos                                                          | ルシル・ボール               | Amazon Prime Video配信 ゴールデングローブ賞 主演女優賞（ドラマ部門）受賞 オーストラリア映画協会賞 主演女優賞受賞 オーストラリア映画協会賞 主演女優賞（国際部門）受賞アカデミー主演女優賞 ノミネート 英国アカデミー賞 主演女優賞 ノミネート 全米映画俳優組合賞 主演女優賞ノミネート クリティクス・チョイス・アワード 主演女優賞ノミネート クリティクス・チョイス・アワード アンサンブル演技賞ノミネート サテライト賞 主演女優賞（ドラマ部門）ノミネート ラスベガス映画批評家協会賞 主演女優賞ノミネート ロンドン映画批評家協会賞 主演女優賞ノミネート バンクーバー映画批評家協会賞 主演女優賞ノミネート シカゴ映画批評家協会賞 主演女優賞ノミネート ダラス・フォートワース映画批評家協会賞 主演女優賞ノミネート フェニックス映画批評家協会賞 主演女優賞ノミネート サウスイースタン映画批評家協会賞 主演女優賞ノミネート デンヴァー映画批評家協会賞 主演女優賞ノミネート ジョージア映画批評家協会賞 主演女優賞ノミネート ハワイ映画批評家協会賞 主演女優賞ノミネート フェニックス映画批評家協会賞 キャスト賞ノミネート オンライン国際映画賞 キャスト賞ノミネート オンライン映画＆テレビジョン協会賞 主演女優賞ノミネート コミュニティサークル賞 主演女優賞ノミネート オンライン映画＆テレビジョン協会賞 キャスト賞ノミネート サン・ジョルディ賞 外国女優賞ノミネート 大人のための映画賞 主演女優賞ノミネート 国際シネフィル協会賞 主演女優賞ノミネート 女性映画ジャーナリスト同盟映画賞 主演女優賞ノミネート | 日野由利加                                                          |
| 2022 | ノースマン 導かれし復讐者 The Northman                                                          | グートルン王妃               | | 田中敦子                                                            |
| 2023 | アクアマン/失われた王国 Aquaman and the Lost Kingom                                             | アトランナ                   | [ 164 ] | 沢城みゆき                                                          |
| 2024 | エリアンと魔法の絆 Spellbound                                                                   | エルスメア女王               | 声の出演 | 沢城みゆき                                                          |
| 2024 | ファミリー・アフェア A Family Affair                                                            | ブルック・ハーウッド         | | 田中敦子                                                            |
| 2024 | ベイビーガール Babygirl                                                                         | ロミー・マティス             | | 藤本喜久子                                                          |
| 2025 | ホランド Holland                                                                                | ナンシー・ヴァンダーグルート | 兼制作 Amazon prime video配信 | 日野由利加                                                          |
| 2026 | Practical Magic 2                                                                               | ジリアン                     | |                                                                     |

### テレビシリーズ
| 年        | 題名                                                        | 役名                 | 備考 | 吹き替え                                    |
| --------- | ----------------------------------------------------------- | -------------------- | --- | ------------------------------------------- |
| 2017-2019 | ビッグ・リトル・ライズ Big Little Lies                      | セレステ・ライト     | 兼製作総指揮 シーズン1 第69回プライムタイム・エミー賞最多5部門受賞作品 第75回ゴールデングローブ賞（テレビシリーズ）最多6部門ノミネート作品 第75回ゴールデングローブ賞（テレビシリーズ）最多4部門受賞作品 作品賞 プライムタイム・エミー賞 作品賞（リミテッドシリーズ部門）受賞 ゴールデングローブ賞 作品賞（ミニシリーズ・テレビ映画部門）受賞 AFI賞 作品賞（テレビ部門）受賞 全米製作者組合賞 作品賞（ドラマシリーズ部門）受賞 クリティクス・チョイス・アワード 作品賞（リミテッドシリーズ部門）受賞 サテライト賞 作品賞（ミニシリーズ部門）受賞 テレビ批評家協会賞 作品賞（ミニシリーズ・テレビ映画部門）受賞 ゴールドダービー賞 作品賞（リミテッドシリーズ部門）受賞 オンライン映画＆テレビジョン協会賞 作品賞（リミテッドシリーズ部門）受賞 ゲイ＆レズビアン・エンターテインメント映画批評家協会賞 作品賞受賞 ゴッサム・インディペンデント映画賞 ゴッサムトリビュート受賞 エンパイア賞 作品賞（テレビシリーズ部門）ノミネート 英国アカデミー賞 国際作品賞ノミネート(en) テレビ批評家協会賞 作品賞ノミネート 演技賞 プライムタイム・エミー賞 主演女優賞（リミテッドシリーズ・テレビ映画部門）受賞 ゴールデングローブ賞 主演女優賞（ミニシリーズ・テレビ映画部門）受賞 全米映画俳優組合賞 女優賞（ミニシリーズ/テレビ映画部門）受賞 クリティクス・チョイス・アワード 主演女優賞（リミテッドシリーズ・テレビ映画部門）受賞 サテライト賞 主演女優賞（ミニシリーズ/テレビ映画部門）受賞 エンパイア賞 主演女優賞（テレビシリーズ部門）受賞 ゴールドダービー賞 主演女優賞（ミニシリーズ/テレビ映画部門）受賞 ゴールドダービー賞 アンサンブル演技賞受賞 オンライン映画＆テレビジョン協会賞 アンサンブル賞（リミテッドシリーズ・テレビ映画部門）受賞 ゲイ＆レズビアン・エンターテインメント映画批評家協会賞 女優賞（テレビ部門）受賞 テレビ批評家協会賞 女優賞（ドラマ部門）ノミネート コミュニティサークル賞 主演女優賞（ミニシリーズ/テレビ映画部門）ノミネート オンライン映画＆テレビジョン協会賞 主演女優賞（リミテッドシリーズ・テレビ映画部門）ノミネート シーズン2 作品賞 全米映画俳優組合賞 アンサンブル演技賞（ドラマシリーズ部門）ノミネート ゴールデングローブ賞 作品賞（ドラマシリーズ部門）ノミネート クリティクス・チョイス・アワード 作品賞（ドラマシリーズ部門）ノミネート 全米製作者組合賞 作品賞（ドラマシリーズ部門）ノミネート オンライン映画＆テレビジョン協会賞 作品賞（リミテッドシリーズ部門）ノミネート ゴールドダービー賞 作品賞（ミニシリーズ/テレビ映画部門）ノミネート ゲイ＆レズビアン・エンターテインメント映画批評家協会賞 作品賞ノミネート ピープルズ・チョイス・アワード 作品賞ノミネート 演技賞 ゴールデングローブ賞 主演女優賞（ドラマシリーズ部門）ノミネート クリティクス・チョイス・アワード 主演女優賞（ドラマシリーズ部門）ノミネート ゴールドダービー賞 主演女優賞（ミニシリーズ/テレビ映画部門）ノミネート ゲイ＆レズビアン・エンターテインメント映画批評家協会賞 主演女優賞ノミネート ピープルズ・チョイス・アワード 女優賞ノミネート | 田中敦子                                    |
| 2017      | トップ・オブ・ザ・レイク 〜チャイナガール Top of the Lake   | ジュリア             | ミニシリーズ カンヌ国際映画祭アウト・オブ・コンペティション部門 出品 オーストラリア映画協会賞 助演女優賞（ドラマシリーズ部門）受賞 |                                             |
| 2020      | フレイザー家の秘密 The Undoing                              | グレイス・フレイザー | HBOミニシリーズ 製作総指揮 | 田中敦子                                    |
| 2021      | ナイン・パーフェクト・ストレンジャー Nine Perfect Strangers | マーシャ             | Huluミニシリーズ 日本ではAmazon Prime Videoで配信 製作総指揮 | （吹き替え版なし）                          |
| 2022      | 彼女達が、キレた時 Roar                                     | ロビン               | 兼製作総指揮 「写真を食べた女」 | 田中敦子                                    |
| 2023      | ラブ&デス Love & Death                                      | N/A                  | 製作総指揮 | N/A                                         |
| 2023-2024 | 特殊作戦部隊:ライオネス Special Ops: Lioness                | ケイトリン           | 兼製作総指揮 | 田中敦子（シーズン1） 深見梨加（シーズン2） |
| 2024      | エクスパッツ ～異国でのリアルな日常～ Expats                | マーガレット         | Amazon prime video配信 | 三石琴乃                                    |
| 2024      | 理想のふたり The Perfect Couple                             | グリア・ウィンバリー | Netflixオリジナルドラマ | 安藤麻吹                                    |

## 受賞とノミネート
これまで5度アカデミー賞にノミネートされ（2002年『めぐりあう時間たち』で主演女優賞受賞）、ゴールデングローブ賞には19度（うち6度受賞）ノミネート経験がある。また、主演作品が三大映画祭すべてに出品経験がある。映画だけでなく、テレビドラマや舞台でも受賞歴があり、エミー賞を2度受賞している。
|        |                                                  |                                                           |            |
| 2001年 | 主演女優賞                                       | 『ムーラン・ルージュ』                                    | ノミネート |
| 2002年 | 主演女優賞                                       | 『めぐりあう時間たち』                                    | 受賞       |
| 2010年 | 主演女優賞                                       | 『ラビット・ホール』                                      | ノミネート |
| 2016年 | 助演女優賞                                       | 『LION/ライオン 〜25年目のただいま〜』                    | ノミネート |
| 2021年 | 主演女優賞                                       | 『愛すべき夫妻の秘密』                                    | ノミネート |
| 2001年 | 女優賞                                           | 『ムーラン・ルージュ』                                    | ノミネート |
| 2003年 | 女優賞                                           | 『ドッグヴィル』                                          | ノミネート |
| 2012年 | 女優賞                                           | 『ペーパーボーイ 真夏の引力』                             | ノミネート |
| 2017年 | 第70回記念名誉賞                                 | 『The Beguiled/ビガイルド 欲望のめざめ』                  | 受賞       |
| 2017年 | 第70回記念名誉賞                                 | 『聖なる鹿殺し キリング・オブ・ア・セイクリッド・ディア』 | 受賞       |
| 2017年 | 女優賞                                           | 『The Beguiled/ビガイルド 欲望のめざめ』                  | ノミネート |
| 2017年 | 女優賞                                           | 『聖なる鹿殺し キリング・オブ・ア・セイクリッド・ディア』 | ノミネート |
| 2003年 | 銀熊賞                                           | 『めぐりあう時間たち』                                    | 受賞       |
| 2015年 | 銀熊賞                                           | 『アラビアの女王 愛と宿命の日々』                         | ノミネート |
| 2016年 | 銀熊賞                                           | 『ベストセラー 編集者パーキンズに捧ぐ』                   | ノミネート |
| 2001年 | 女優賞                                           | 『アザーズ』                                              | ノミネート |
| 2004年 | 女優賞                                           | 『記憶の棘』                                              | ノミネート |
| 2024年 |                                                  |                                                           |            |
| 1995年 | 主演女優賞                                       | 『誘う女』                                                | ノミネート |
| 2001年 | 主演女優賞                                       | 『アザーズ』                                              | ノミネート |
| 2002年 | 主演女優賞                                       | 『めぐりあう時間たち』                                    | 受賞       |
| 2016年 | 助演女優賞                                       | 『LION/ライオン 〜25年目のただいま〜』                    | ノミネート |
| 2018年 | 国際作品賞                                       | 『ビッグ・リトル・ライズ』                                | ノミネート |
| 1991年 | 助演女優賞                                       | 『ビリー・バスゲイト』                                    | ノミネート |
| 1995年 | 主演女優賞（ミュージカル・コメディ部門）         | 『誘う女』                                                | 受賞       |
| 2001年 | 主演女優賞（ミュージカル・コメディ部門）         | 『ムーラン・ルージュ』                                    | 受賞       |
| 2001年 | 主演女優賞（ドラマ部門）                         | 『アザーズ』                                              | ノミネート |
| 2002年 | 主演女優賞（ドラマ部門）                         | 『めぐりあう時間たち』                                    | 受賞       |
| 2003年 | 主演女優賞（ドラマ部門）                         | 『コールド マウンテン』                                   | ノミネート |
| 2004年 | 主演女優賞（ドラマ部門）                         | 『記憶の棘』                                              | ノミネート |
| 2010年 | 主演女優賞（ドラマ部門）                         | 『ラビット・ホール』                                      | ノミネート |
| 2012年 | 助演女優賞                                       | 『ペーパーボーイ 真夏の引力』                             | ノミネート |
| 2012年 | 主演女優賞（ミニシリーズ・テレビ映画部門）       | 『私が愛したヘミングウェイ』                              | ノミネート |
| 2016年 | 助演女優賞                                       | 『LION/ライオン 〜25年目のただいま〜』                    | ノミネート |
| 2017年 | 作品賞（ミニシリーズ・テレビ映画部門）           | 『ビッグ・リトル・ライズ』                                | 受賞       |
| 2017年 | 主演女優賞（ミニシリーズ・テレビ映画部門）       | 『ビッグ・リトル・ライズ』                                | 受賞       |
| 2018年 | 主演女優賞（ドラマ部門）                         | 『Destroyer』                                             | ノミネート |
| 2019年 | 作品賞（ドラマシリーズ部門）                     | 『ビッグ・リトル・ライズ』                                | ノミネート |
| 2019年 | 主演女優賞（ドラマシリーズ部門）                 | 『ビッグ・リトル・ライズ』                                | ノミネート |
| 2020年 | 作品賞（ミニシリーズ・テレビ映画部門）           | 『フレイザー家の秘密』                                    | ノミネート |
| 2020年 | 主演女優賞（ミニシリーズ・テレビ映画部門）       | 『フレイザー家の秘密』                                    | ノミネート |
| 2021年 | 主演女優賞（ドラマ部門）                         | 『愛すべき夫妻の秘密』                                    | 受賞       |
| 2012年 | 主演女優賞（リミテッドシリーズ・テレビ映画部門） | 『私が愛したヘミングウェイ』                              | ノミネート |
| 2017年 | 主演女優賞（リミテッドシリーズ・テレビ映画部門） | 『ビッグ・リトル・ライズ』                                | 受賞       |
| 2017年 | 作品賞（リミテッドシリーズ部門）                 | 『ビッグ・リトル・ライズ』                                | 受賞       |
| 1995年 | 主演女優賞                                       | 『誘う女』                                                | 受賞       |
| 2001年 | 主演女優賞                                       | 『ムーラン・ルージュ』                                    | 2nd Place  |
| 2002年 | 主演女優賞                                       | 『めぐりあう時間たち』                                    | 2nd Place  |
| 2002年 | アンサンブル演技賞                               | 『めぐりあう時間たち』                                    | ノミネート |
| 2003年 | 主演女優賞                                       | 『コールド マウンテン』                                   | ノミネート |
| 2009年 | アンサンブル演技賞                               | 『NINE』                                                  | ノミネート |
| 2010年 | 主演女優賞                                       | 『ラビット・ホール』                                      | ノミネート |
| 2016年 | 助演女優賞                                       | 『LION/ライオン 〜25年目のただいま〜』                    | ノミネート |
| 2017年 | 作品賞（リミテッドシリーズ部門）                 | 『ビッグ・リトル・ライズ』                                | 受賞       |
| 2017年 | 主演女優賞（リミテッドシリーズ・テレビ映画部門） | 『ビッグ・リトル・ライズ』                                | 受賞       |
| 2018年 | 助演女優賞                                       | 『ある少年の告白』                                        | ノミネート |
| 2019年 | アンサンブル演技賞                               | 『スキャンダル』                                          | ノミネート |
| 2019年 | 作品賞（ドラマシリーズ部門）                     | 『ビッグ・リトル・ライズ』                                | ノミネート |
| 2019年 | 主演女優賞（ドラマシリーズ部門）                 | 『ビッグ・リトル・ライズ』                                | ノミネート |
| 2020年 | 作品賞（リミテッドシリーズ・テレビ映画部門）     | 『フレイザー家の秘密』                                    | ノミネート |
| 2021年 | 主演女優賞                                       | 『愛すべき夫妻の秘密』                                    | ノミネート |
| 1993年 | 最優秀コンビ賞                                   | 『遥かなる大地へ』                                        | ノミネート |
| 1995年 | 最優秀悪役賞                                     | 『誘う女』『バットマン フォーエヴァー』                   | ノミネート |
| 2002年 | 最優秀女優賞                                     | 『ムーラン・ルージュ』                                    | 受賞       |
| 2002年 | ベスト・キス賞                                   | 『ムーラン・ルージュ』                                    | ノミネート |
| 2002年 | 最優秀ミュージカル・シーン賞                     | 『ムーラン・ルージュ』                                    | 受賞       |
| 2002年 | 最優秀ミュージカル・シーン賞（デュエットシーン） | 『ムーラン・ルージュ』                                    | 受賞       |
| 2001年 | キャスト賞                                       | 『ムーラン・ルージュ』                                    | ノミネート |
| 2002年 | 主演女優賞                                       | 『めぐりあう時間たち』                                    | ノミネート |
| 2002年 | キャスト賞                                       | 『めぐりあう時間たち』                                    | ノミネート |
| 2009年 | キャスト賞                                       | 『NINE』                                                  | ノミネート |
| 2010年 | 主演女優賞                                       | 『ラビット・ホール』                                      | ノミネート |
| 2012年 | 助演女優賞                                       | 『ペーパーボーイ 真夏の引力』                             | ノミネート |
| 2012年 | 女優賞（ミニシリーズ・テレビ映画部門）           | 『私が愛したヘミングウェイ』                              | ノミネート |
| 2015年 | 女優賞（ミニシリーズ・テレビ映画部門）           | 『グレース・オブ・モナコ 公妃の切り札』                   | ノミネート |
| 2016年 | 助演女優賞                                       | 『LION/ライオン 〜25年目のただいま〜』                    | ノミネート |
| 2017年 | 女優賞（ミニシリーズ・テレビ映画部門）           | 『ビッグ・リトル・ライズ』                                | 受賞       |
| 2019年 | 助演女優賞                                       | 『スキャンダル』                                          | ノミネート |
| 2019年 | キャスト賞                                       | 『スキャンダル』                                          | ノミネート |
| 2019年 | キャスト賞（ドラマシリーズ部門）                 | 『ビッグ・リトル・ライズ』                                | ノミネート |
| 2020年 | 女優賞（ミニシリーズ・テレビ映画部門）           | 『フレイザー家の秘密』                                    | ノミネート |
| 2021年 | 主演女優賞                                       | 『愛すべき夫妻の秘密』                                    | ノミネート |
| 1987年 | 主演女優賞（ミニシリーズ部門）                   | 『陽のあたる街角』                                        | 受賞       |
| 1989年 | 助演女優賞                                       | 『最も危険な悪女』                                        | ノミネート |
| 2001年 | 主演女優賞                                       | 『ムーラン・ルージュ』                                    | ノミネート |
| 2008年 | 主演女優賞                                       | 『ライラの冒険 黄金の羅針盤』                             | ノミネート |
| 2013年 | 主演女優賞                                       | 『ペーパーボーイ 真夏の引力』                             | ノミネート |
| 2016年 | 助演女優賞（国際部門）                           | 『LION/ライオン 〜25年目のただいま〜』                    | 受賞       |
| 2017年 | 助演女優賞                                       | 『LION/ライオン 〜25年目のただいま〜』                    | 受賞       |
| 2017年 | 助演女優賞（ドラマシリーズ部門）                 | 『トップ・オブ・ザ・レイク 〜チャイナガール』             | 受賞       |
| 2017年 | 助演女優賞（国際部門）                           | 『聖なる鹿殺し キリング・オブ・ア・セイクリッド・ディア』 | ノミネート |
| 2018年 | 助演女優賞                                       | 『ある少年の告白』                                        | 受賞       |
| 2019年 | 主演女優賞（国際部門）                           | 『Destroyer』                                             | ノミネート |
| 2019年 | 助演女優賞（国際部門）                           | 『ある少年の告白』                                        | 受賞       |
| 2020年 | 助演女優賞                                       | 『スキャンダル』                                          | ノミネート |
| 2020年 | 助演女優賞（国際部門）                           | 『スキャンダル』                                          | ノミネート |
| 2021年 | 主演女優賞（国際部門）                           | 『愛すべき夫妻の秘密』                                    | 受賞       |
| 2001年 | 主演女優賞                                       | 『ムーラン・ルージュ』『アザーズ』                        | 受賞       |
| 2002年 | 主演女優賞                                       | 『バースデイ・ガール』                                    | 受賞       |
| 2016年 | 助演女優賞                                       | 『LION/ライオン 〜25年目のただいま〜』                    | 受賞       |
| 2018年 | 功労賞                                           | 『Destroyer』『ある少年の告白』                           | 受賞       |
| 1995年 | 主演女優賞                                       | 『誘う女』                                                | ノミネート |
| 1996年 | 主演女優賞                                       | 『ある貴婦人の肖像』                                      | 3rd Place  |
| 1999年 | 演劇主演女優賞                                   | 『ブルー・ルーム』                                        | ノミネート |
| 2016年 | 演劇主演女優賞                                   | 『Photograph 51』                                         | ノミネート |
| 2015年 | 女優賞                                           | 『Photograph 51』                                         | 受賞       |

## 日本語吹き替え
『冷たい月を抱く女』で初めて担当して以降、主に田中敦子がほとんどの作品で担当していた。
田中自身、数多くの女優の吹き替えを担当しているが「過去に演じてきた役で最も印象的だった」と語っている。Netflixで2024年配信の『ファミリー・アフェア』が最後の担当作となった。
なお、キッドマンが英語版吹き替えを担当した『ガーディアン・ブラザーズ -小門神-』のルリ役は、日本版ではキッドマンの担当声優であったことに因んで田中が配役されている。
このほかにも、日野由利加、土井美加、深見梨加、佐々木優子、鈴木ほのかなども複数回、声を当てている。